# Albert Szirmai
Albert Szirmai (także Albert Sirmay; ur. 2 lipca 1880 w Budapeszcie, zm. 15 stycznia 1967 w Nowym Jorku) – węgierski kompozytor operetkowy.
Od 1929 roku pracował w Stanach Zjednoczonych.
Był uczniem Hansa Koesslera.